# Encaste
Encaste, en tauromaquia, es como se denomina al resultado obtenido por cruzar el ganado bravo o refrescarlo. Se dice que un toro está encastado cuando sus características corresponden con las típicas de la casta a la que pertenece o de la que desciende. La casta indica el genotipo (conjunto de genes) del animal, es decir la constitución orgánica, la estructura y la funcionalidad de cada ejemplar. Comprende por tanto todos los factores que el toro hereda de sus ascendientes. Se considera de casta al toro de procedencia conocida.
La importancia del encaste en tauromaquia se debe a los factores hereditarios que hacen que el toro de lidia presente las características para ser lidiado. Condiciones que en el toro llegan hasta el siglo XXI y se van logrando a través de la búsqueda de unas características concretas y mediante la selección de aquellos ejemplares que reúnen las condiciones buscadas por el criador del toro de lidia. Este proceso puede durar años y los resultados obtenidos, en cuanto a las características se refiere, son las que conformarán el trapío del toro.
 

Paquiro en el siglo XIX indicaba la razón de la importancia de la casta:
«La casta debe ser buena, no porque todos los toros salgan buenos, sino porque hay más probabilidad en que sea bravo el toro cuyos padres lo fueron que no aquel que no sabemos de quién sea hijo»

## Definición de la RAE
La Real Academia define encastar como mejorar la casta de una ganadería por cruce o por refrescamiento (verbo transitivo). En una segunda voz define encastar como procrear, hacer casta (verbo intransitivo).
La misma Real Academia, define casta como ascendencia o linaje. También se usa referido a los irracionales. En zoología, casta se dice de una sociedad animal, conjunto de individuos caracterizados por una misma estructura o función, como las abejas de una colmena.
En el diccionario del español jurídico de la Real Academia Española se define encaste dentro del derecho administrativo como estirpe, variedad o población cerrada de animales de una raza, que ha sido creada a base de aislamiento genético reproductivo durante un mínimo de cinco generaciones. Esta definición viene recogida en el Real decreto 2129/2008, esta disposición fue derogada el 2 de marzo de 2019 y sustituida por la disposición única del Real Decreto 45/2019 del 8 de febrero.
En la actual disposición, en su artículo 3 definiciones, indica como encaste, estirpe o variedad: subpoblación cerrada genéticamente estable y uniforme de animales reproductores de una raza concreta, que ha sido creada a base de aislamiento reproductivo, siempre con determinados individuos de esa raza, sin introducción de material genético distinto, al menos por un mínimo de cinco generaciones. El ámbito de aplicación del Real Decreto y de la definición abarca los animales reproductores de especies bovina, porcina, ovina, caprina y equina y sus materiales reproductivos.

## Orígenes de los encastes

### Historia
Las grandes ganaderías destinadas a criar toros bravos para la lidia —conjunto de suertes que se practica con el toro durante la corrida de toros— se formaron entrado el siglo XVIII. Hasta entonces no ha sido posible seguir la evolución de las mismas en cuanto a los métodos de cría y los resultados obtenidos, pues en muchos casos no se conserva documentación escrita. Sí se conocen sin embargo, los nombres de los ganaderos y los lugares en los que se mantenían reses anteriores al siglo XVIII.

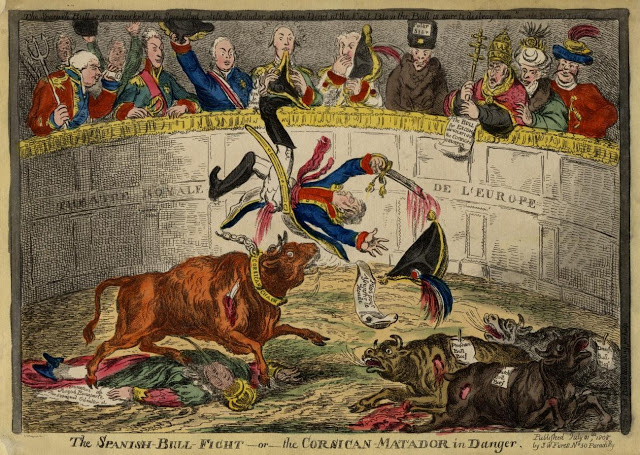
Festejo de 1808.

Del siglo XVII hay algunas referencias escritas de ganaderos y de alguna ganadería en artículos municipales en Pamplona (Navarra) o Madrid:
- En 1616 Felipe IV tuvo una vacada en Aranjuez que aporta reses, junto con la de Rodrigo Cárdenas y la de Lamera, para la celebración de los festejos celebrados en honor del príncipe de Gales. De esta vacada se tiene constancia hasta el año 1696.
- La importante ganadería de Francisco de Meneses Martín en Talavera situada en Soto de Piul que proporcionó toros para ser corridos en las fiestas de Santa Ana junto a otras ganaderías como la real de Aranjuez y la de Rodrigo Cárdenas de Salamanca.[8]
- En 1638 se mencionan las ganaderías de Gaspar de Valdés con ciento veinte toros y la de doña Fabiana. En 1646 la de Antonio de Madrid Mostacero en Consuegra.
- En 1654 la de Matías de Madrid también con reses en Consuegra. La de María Calvo y Manrique viuda de Antonio Maroto. La de Blas Jijón, de Villarrubia de los Ojos del Guadiana (Ciudad Real) y la de Francisco de Reoli, de Toledo.
- En 1658 la del duque de Béjar.

De las ganaderías mencionadas no se conoce la procedencia de las castas o las razas a las que pertenecían los toros.
 

A partir del siglo XVIII se conocen más datos sobre la existencia de ganaderías de reses bravas y festejos celebrados a través del Consejo de Castilla sobre vacadas, toradas y toros de muerte que existieron en las provincias castellanas durante esa época. Del mismo siglo se tienen además, datos sobre ganaderías en otras zonas como Navarra, Castilla, Aragón, Andalucía y Cataluña. Hacia el final del siglo XVIII hay constancia sobre la formación de las ganaderías, José Daza es quien en 1776 fija las características de las ganaderías en cada región:
«De fines del siglo XVIII poseemos ya noticia cierta sobre la formación de las ganaderías, y en 1776 don José Daza se cree autorizado para fijar las características de las de cada región, con tino y seguridad tales que ha de servirnos como base para caracterizarlas nosotros hoy mismo.»

## Primeras castas de origen español

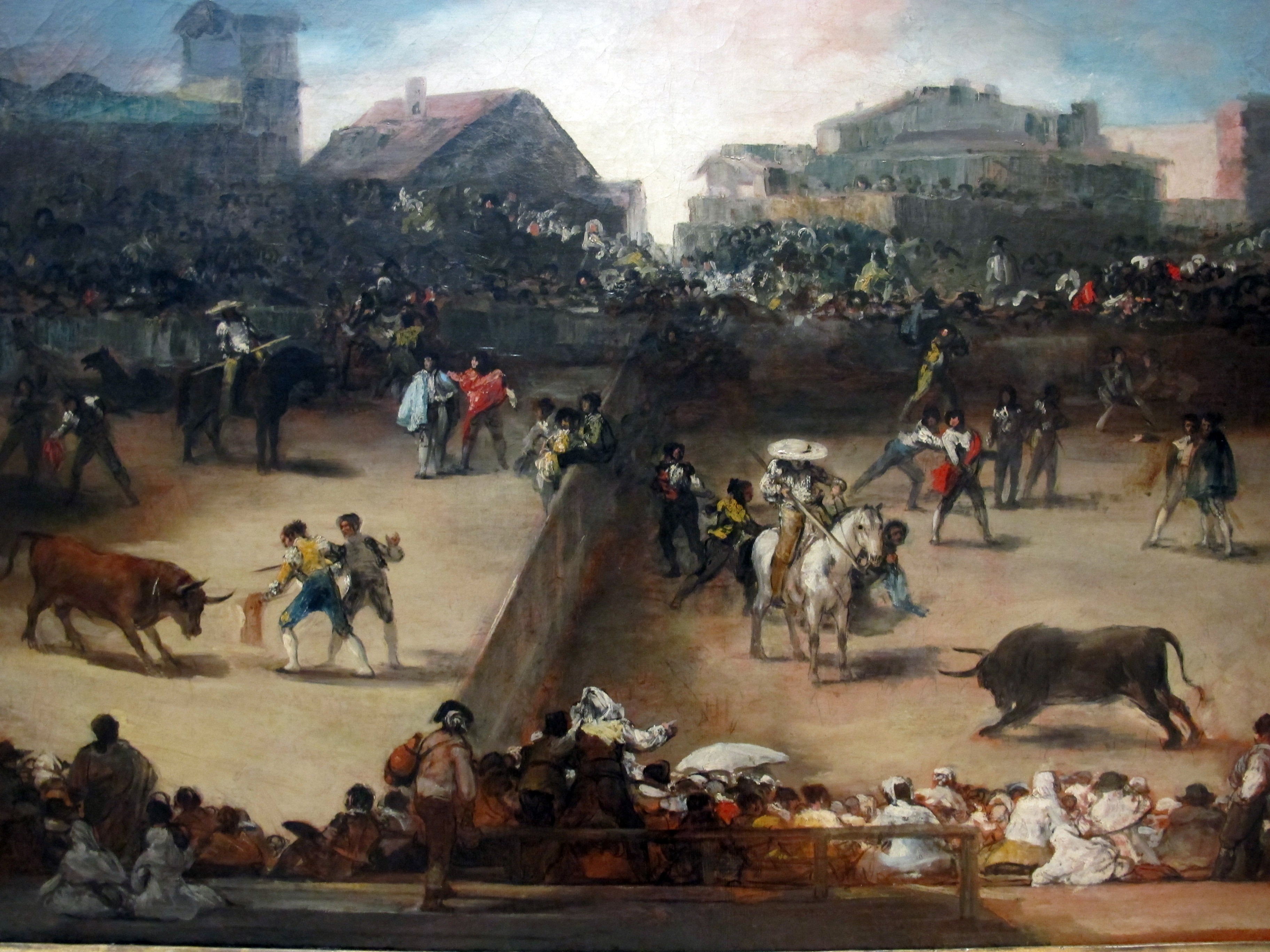
Corrida de toros en una plaza partida, por Goya

Todas las ganaderías del toro de lidia que llegan hasta el siglo XXI tienen su origen en una serie de castas (linajes) que se consideran las fundadoras a partir de las cuales, se han ido desarrollando el resto de ganaderías. En España son varias las castas que están consideradas como las primeras o fundacionales, mediante los encastes se fueron desarrollando las diferentes ganaderías descendientes. Según la procedencia geográfica estas castas originarias serían:
- Casta andaluza: ganadería de los hermanos Ribas, ganadería del Conde de Vistahermosa, la Vazqueña de Vicente José Vázquez, la de Cabrera, los Gallardo[11] y María Espinosa[12]
- Casta castellana: ganaderías de Raso del Portillo, Jijona, Castellana y de la tierra.
- Casta navarra. Lecumberri, Carriquiri y Zalduendo.
- Casta portuguesa-Pinto Barreiros: ganaderías de Palha, Ribatejo y Alto Alentejo.

### Castas de origen andaluz
Las castas de origen andaluz ocupan un lugar importante en el prototipo del toro de lidia dando origen al tipo de toro de lidia andaluz. Con poca mezcla entre las reses y tras un largo proceso de selección se obtuvo lo mejor de las ganaderías del siglo XVIII, dando origen a las ganaderías del Conde de Vistahermosa y a la de Vicente José Vázquez más conocida como Vazqueña. El prototipo los toros andaluces destaca por ser una raza de toros nobles, bravos, alegres y vivaces Suelen ser toros finos, es decir de buenas cualidades, condiciones y características. De pelo variado y sedoso, de menor talla que toros de otras castas; más ágiles y rápidos en la acometida o embestida; más pujantes y lucidos en todas las suertes de la lidia en comparación con los toros originarios de Colmenar.
|  | Miura (ganadería) (1852) |
|  |                          |

|  | † guerra civil |
|  |                |

|  | Pablo Romero (1855) |
|  |                     |

|  | Concha y Sierra (1873) |
|  |                        |
|  | Prieto de la Cal       |
|  |                        |
|  | María do Carmo Palha   |
|  |                        |

|  | 16 encastes |
|  |             |

|  | Miura (ganadería) (1852) |
|  |                          |

|  | † guerra civil |
|  |                |

|  | Pablo Romero (1855) |
|  |                     |

|  | Concha y Sierra (1873) |
|  |                        |
|  | Prieto de la Cal       |
|  |                        |
|  | María do Carmo Palha   |
|  |                        |

|  | 16 encastes |
|  |             |

|  | Miura (ganadería) (1852) |
|  |                          |

|  | † guerra civil |
|  |                |

|  | Pablo Romero (1855) |
|  |                     |

|  | Concha y Sierra (1873) |
|  |                        |
|  | Prieto de la Cal       |
|  |                        |
|  | María do Carmo Palha   |
|  |                        |

|  | 16 encastes |
|  |             |

|  | Miura (ganadería) (1852) |
|  |                          |

|  | † guerra civil |
|  |                |

|  | Pablo Romero (1855) |
|  |                     |

|  | Concha y Sierra (1873) |
|  |                        |
|  | Prieto de la Cal       |
|  |                        |
|  | María do Carmo Palha   |
|  |                        |

|  | 16 encastes |
|  |             |

|  | Miura (ganadería) (1852) |
|  |                          |

|  | † guerra civil |
|  |                |

|  | Pablo Romero (1855) |
|  |                     |

|  | Concha y Sierra (1873) |
|  |                        |
|  | Prieto de la Cal       |
|  |                        |
|  | María do Carmo Palha   |
|  |                        |

|  | 16 encastes |
|  |             |

|  | Miura (ganadería) (1852) |
|  |                          |

|  | † guerra civil |
|  |                |

|  | Pablo Romero (1855) |
|  |                     |

|  | Concha y Sierra (1873) |
|  |                        |
|  | Prieto de la Cal       |
|  |                        |
|  | María do Carmo Palha   |
|  |                        |

|  | 16 encastes |
|  |             |

|  | Miura (ganadería) (1852) |
|  |                          |

|  | † guerra civil |
|  |                |

|  | Pablo Romero (1855) |
|  |                     |

|  | Concha y Sierra (1873) |
|  |                        |
|  | Prieto de la Cal       |
|  |                        |
|  | María do Carmo Palha   |
|  |                        |

|  | 16 encastes |
|  |             |

|  | Miura (ganadería) (1852) |
|  |                          |

|  | † guerra civil |
|  |                |

|  | Pablo Romero (1855) |
|  |                     |

|  | Concha y Sierra (1873) |
|  |                        |
|  | Prieto de la Cal       |
|  |                        |
|  | María do Carmo Palha   |
|  |                        |

|  | 16 encastes |
|  |             |

#### Cabrera

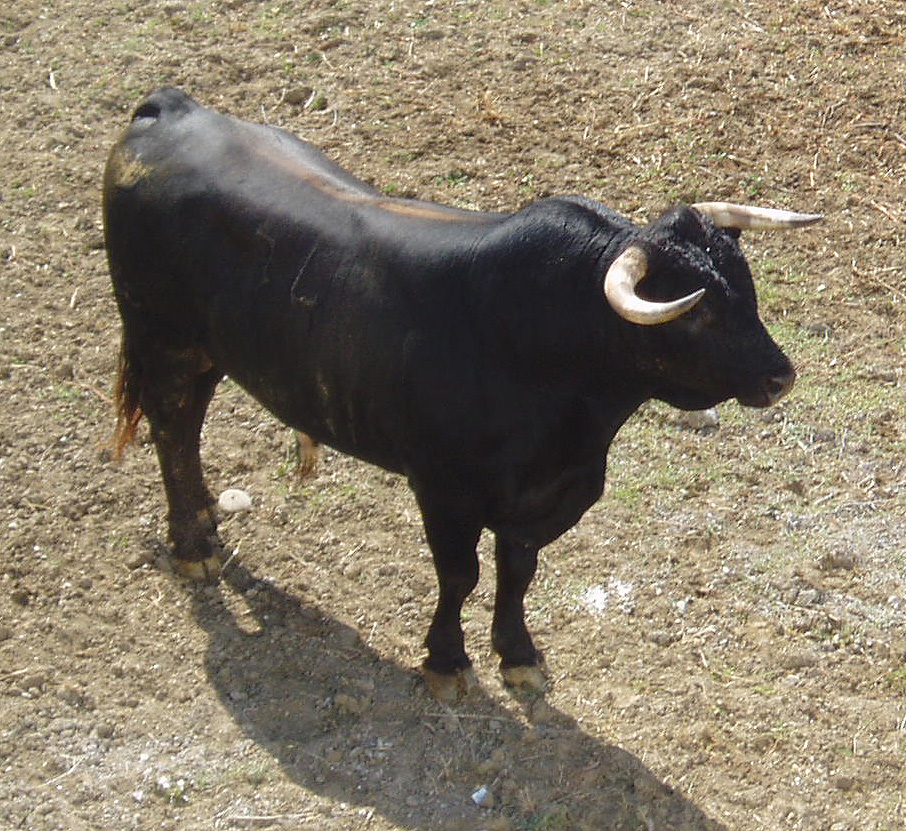
Toro de Miura procedencia encaste Cabrera.

El creador de la casta fue Luis Antonio de Cabrera y Ponce de León - Luna, Regidor Perpetuo de Utrera entre 1745-1752 (Sevilla). El prototipo de la casta Cabrera es de toros altos y constitución tipo galgueña —con pata larga y poca barriga—; duros a la hora aguantar la pelea con el picador y a la hora de embestir; pueden ser recelosos, lo que les hace tardar en acudir cuando se los cita; cuando acuden, lo hacen con actitud defensiva. Cuando la lidia es deficiente desarrollan sentido buscando el cuerpo del torero sin hacer caso de la muleta. La pinta del pelo más común es negra, algunos son cárdenos, berrendos en colorado, colorados y con ojo de perdiz. Fue su sobrino y yerno José Rafael de Cabrera y Angulo el que dio el verdadero impulso y fama a la antigua ganadería de Cabrera, siendo junto a otros ganaderos Utreranos de su época, creadores de la selección del ganado según su comportamiento, realizando ya maneras de tentar a los toros, hoy conocido como la selección de la bravura mediante tienta o tentadero, ya sea de manera tradicional realizándose por acoso y derribo,o en plaza de tientas con baras de olivo. Considerado por el escritor Luis Fernández Salcedo en su libro de "los trece ganaderos romanticos" como máximo exponente. 

#### Espinosa y Zapata
A finales del siglo XVII María Tomasa de Angulo y Espinosa, de Arcos de la Frontera (Cádiz), funda una ganadería brava con reses que proceden de Salamanca. Los toros originales, conocidos como «los de Espinosa», compitieron con los de la casta Cabrera y Vistahermosa en reputación. A principios del siglo XIX la ganadería pasa a manos de los hermanos Pedro y Juan Zapata Caro, se desconoce si fue a través de una herencia o fue adquirida. Con el tiempo esta ganadería pasó a llamarse «Zapata». Finalmente tras pasar la ganadería por varios herederos familiares y comparadores la ganadería se mantendría en las manos de la familia Hermández Pla, hasta el fatídico año de 1936 en el que estallaría la guerra civil española, siendo sacrificada de raíz toda la ganadería de cual solamente lograrían sobrevivir algunos ejemplares vendidos anteriormente a ganaderías francesas, que pudieron salvarse de la guerra, aunque actualmente no queda casi nada o nada del linaje Espinosa-Zapata.
El prototipo de los toros de Espinosa y Zapata es el de toros duros que aguantan la pelea durante la lidia, bravos y corpulentos. Son característicos los pelos castaño, nevado y salinero.

#### Gallardo
Fundados a mediados del siglo XVIII con un cruce de vacas andaluzas y toros navarros por Marcelino Bernaldo de Quirós, sacerdote nacido en Rota (Cádiz), más tarde los hermanos Gallardo del Puerto de Santa María (Cádiz), compraron las reses. La ganadería fue sometida a varios procesos de selección y mejoras a lo largo cuarenta años hasta crear una de las ganaderías más destacadas de Andalucía.

El prototipo de Los Gallardo es el de toros de talla regular, buen trapío; conservan la bravura y el poder hasta el final de la lidia. La capa de pelo más corriente es el berrendo en negro, el negro y el castaño.

#### Vazqueña

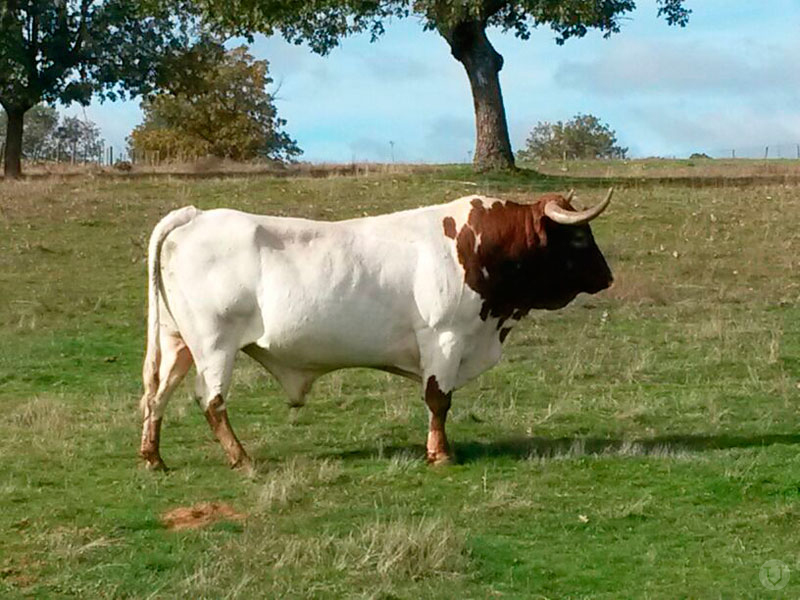
Toro berrendo en colorado.

Se forma en la segunda mitad del siglo XVIII por Gregorio Vázquez en 1757. La continuó su hijo Vicente José Vázquez en 1780. Fue creada con adquisiciones de ganaderías ya existentes de Utrera (Sevilla) como la del marqués de Casa Ulloa (Vistahermosa), Becker y Cabrera. En 1830, la ganadería original se divide y una parte de ella la adquiere Fernando VII para su vacada —manada de ganado vacuno— de Aranjuez, más tarde sería la ganadería de Veragua. Esta ganadería de Veragua compitió con otras ganaderías en las plazas más importantes de España. La otra parte de la ganadería, con origen vazqueño, fue adquirida por otros ganaderos que le dieron también renombre e importancia.
La pinta o el pelo de los toros vazqueños y de sus descendientes varía según la procedencia de las reses. Los que vienen de la casta Cabrera pueden ser sardos, jaboneros y berrendos en colorado —toro que tiene el pelo a manchas blancas mezcladas con manchas de otro color, en este caso rojo claro— ; son negros, cárdenos (grises) y colorados (rojo claro) los ejemplares que vienen de la casta de Vistahermosa y por último los berrendos en negro todas las reses que vienen de Casa Ulloa.
La sangre y por tanto el linaje del toro vazqueño fue la predominante, con mayor o menor grado de pureza, durante el siglo XIX y se mantuvo presente hasta principios del siglo XX en muchas ganaderías españolas; algunas ganaderías siguen lidiando todavía toros de descendencia Vázquez. La casta vazqueña está considera una de las castas más importantes dentro de los orígenes de las ganaderías.

#### Vistahermosa

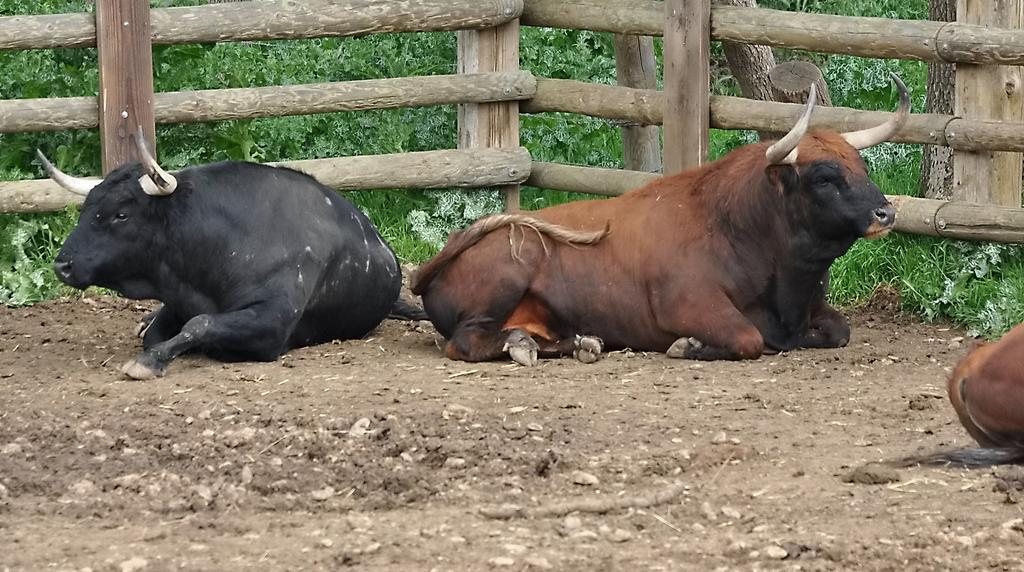
Toros negro y "colorao" de Baltasar Ibán. Origen Casta Vistahermosa línea de encaste Contreras.

La ganadería que da origen a la casta de Vistahermosa se forma a principios del siglo XVIII cuando Pedro Luis de Ulloa, conde de Vistahermosa, adquiere en 1770 la ganadería de los hermanos Ribas de Dos Hermanas (Sevilla). Estas reses de los hermanos Ribas no estaban orientadas a ser lidiadas. Para competir con la casta brava Cabrera la ganadería se sometió a un proceso de mejoras mediante la selección de reses, tanto machos como hembras, y a través de las tientas por acoso. El proceso de selección lo realiza el conocedor Curro El Rubio.
El prototipo de los toros del conde de Vistahermosa es el un toro de talla regular, con constitución robusta, cabeza pequeña y cornamenta recogida; con las extremidades finas —proporcionadas—. Pelo negro, algún cárdeno o castaño suave (en tauromaquia: melocotón), con ojos de perdiz. Son toros que conservan la bravura durante toda la lidia, tienen alto poder de acometida o embestida, son insistentes en las suertes—recarga— y se crecen bajo el castigo en el caballo.
Las reses que proceden de la casta de Vistahermosa son las que ha prevalecido con más pureza —referido al toro sin cruzarse— hasta llegar al siglo XXI, mientras que en otras ganaderías la pureza original se han ido diluyendo con el paso del tiempo y los diferentes encastes —resultado de cruzar o refrescar las reses seleccionadas con la misma procedencia de casta— a los que han sido sometidas.
|  | Parladé                       |
|  |                               |
|  | Encaste Urcola                |
|  |                               |
|  | Murube-Urquijo                |
|  |                               |
|  | Antonio Pérez de San Fernando |
|  |                               |
|  | Baltasar Ibán                 |
|  |                               |
|  | Contreras                     |
|  |                               |

|  | Saltillo (ganadería) |
|  |                      |

|  | Santa Coloma            |
|  |                         |
|  | Albaserrada             |
|  |                         |
|  | Celestino Cuadri (1954) |
|  |                         |

|  | Parladé                       |
|  |                               |
|  | Encaste Urcola                |
|  |                               |
|  | Murube-Urquijo                |
|  |                               |
|  | Antonio Pérez de San Fernando |
|  |                               |
|  | Baltasar Ibán                 |
|  |                               |
|  | Contreras                     |
|  |                               |

|  | Saltillo (ganadería) |
|  |                      |

|  | Santa Coloma            |
|  |                         |
|  | Albaserrada             |
|  |                         |
|  | Celestino Cuadri (1954) |
|  |                         |

|  | Parladé                       |
|  |                               |
|  | Encaste Urcola                |
|  |                               |
|  | Murube-Urquijo                |
|  |                               |
|  | Antonio Pérez de San Fernando |
|  |                               |
|  | Baltasar Ibán                 |
|  |                               |
|  | Contreras                     |
|  |                               |

|  | Saltillo (ganadería) |
|  |                      |

|  | Santa Coloma            |
|  |                         |
|  | Albaserrada             |
|  |                         |
|  | Celestino Cuadri (1954) |
|  |                         |

|  | Parladé                       |
|  |                               |
|  | Encaste Urcola                |
|  |                               |
|  | Murube-Urquijo                |
|  |                               |
|  | Antonio Pérez de San Fernando |
|  |                               |
|  | Baltasar Ibán                 |
|  |                               |
|  | Contreras                     |
|  |                               |

|  | Saltillo (ganadería) |
|  |                      |

|  | Santa Coloma            |
|  |                         |
|  | Albaserrada             |
|  |                         |
|  | Celestino Cuadri (1954) |
|  |                         |

|  | Parladé                       |
|  |                               |
|  | Encaste Urcola                |
|  |                               |
|  | Murube-Urquijo                |
|  |                               |
|  | Antonio Pérez de San Fernando |
|  |                               |
|  | Baltasar Ibán                 |
|  |                               |
|  | Contreras                     |
|  |                               |

|  | Saltillo (ganadería) |
|  |                      |

|  | Santa Coloma            |
|  |                         |
|  | Albaserrada             |
|  |                         |
|  | Celestino Cuadri (1954) |
|  |                         |

|  | Parladé                       |
|  |                               |
|  | Encaste Urcola                |
|  |                               |
|  | Murube-Urquijo                |
|  |                               |
|  | Antonio Pérez de San Fernando |
|  |                               |
|  | Baltasar Ibán                 |
|  |                               |
|  | Contreras                     |
|  |                               |

|  | Saltillo (ganadería) |
|  |                      |

|  | Santa Coloma            |
|  |                         |
|  | Albaserrada             |
|  |                         |
|  | Celestino Cuadri (1954) |
|  |                         |

|  | Parladé                       |
|  |                               |
|  | Encaste Urcola                |
|  |                               |
|  | Murube-Urquijo                |
|  |                               |
|  | Antonio Pérez de San Fernando |
|  |                               |
|  | Baltasar Ibán                 |
|  |                               |
|  | Contreras                     |
|  |                               |

|  | Saltillo (ganadería) |
|  |                      |

|  | Santa Coloma            |
|  |                         |
|  | Albaserrada             |
|  |                         |
|  | Celestino Cuadri (1954) |
|  |                         |

|  | Parladé                       |
|  |                               |
|  | Encaste Urcola                |
|  |                               |
|  | Murube-Urquijo                |
|  |                               |
|  | Antonio Pérez de San Fernando |
|  |                               |
|  | Baltasar Ibán                 |
|  |                               |
|  | Contreras                     |
|  |                               |

|  | Saltillo (ganadería) |
|  |                      |

|  | Santa Coloma            |
|  |                         |
|  | Albaserrada             |
|  |                         |
|  | Celestino Cuadri (1954) |
|  |                         |

### Castas castellanas

#### Jijón, Jijona o Gijón

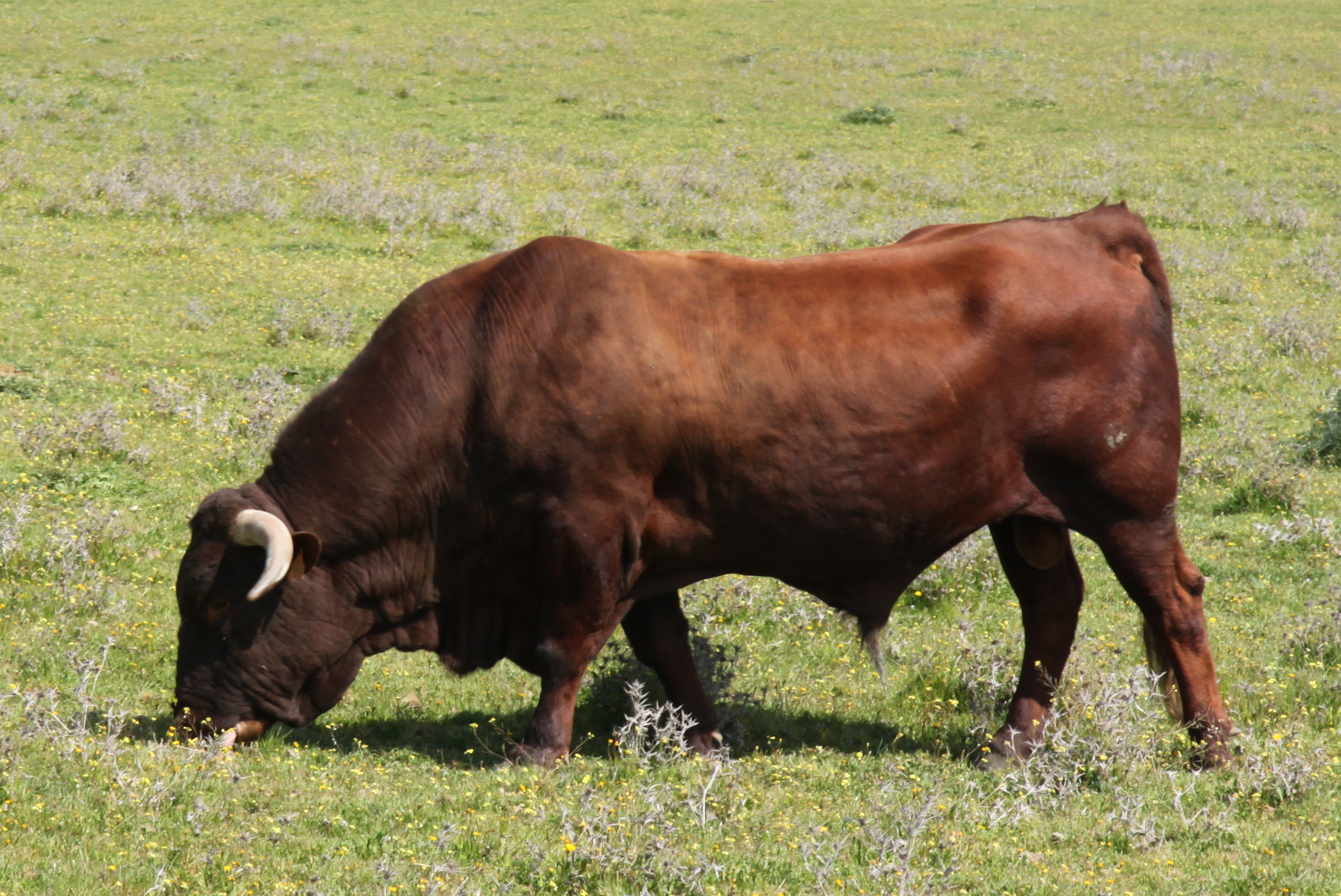
Toro "colorao".

Procedente de las ganaderías de Rioseco y Colmenar. Sobre la fundación de la ganadería Jijón o Jijona hay diferentes opiniones según el autor consultado, José Silva Aramburu pone en duda que fuese José Jijón como el fundador de la casta Jijona que mencionan algunos escritores. José María Cossío comenta que fue Miguel Jijón quien impulsa la ganadería en 1786, sin mencionar a José Jijón.
La ganadería de la familia Jijón, ya era conocida en el siglo XVI, originaria de Villarrubia de los Ojos del Guadiana (Ciudad Real) rivalizó en su época con los toros de casta andaluza. El pelo castaño es la característica del prototipo de «los jijones»  si bien José Silva Aramburu, hace referencia a la existencia de toros de pinta colorada antes del siglo XVII mezclados con toros de pelo castaño, melocotón y retinto. En Ciudad Real, Colmenar Viejo, ribera del Jarama (Madrid). Coinciden ambos autores en indicar que los toros de casta Jijón son de buena alzada, codiciosos y con poderío (fuerza).

#### Castellana y de la tierra

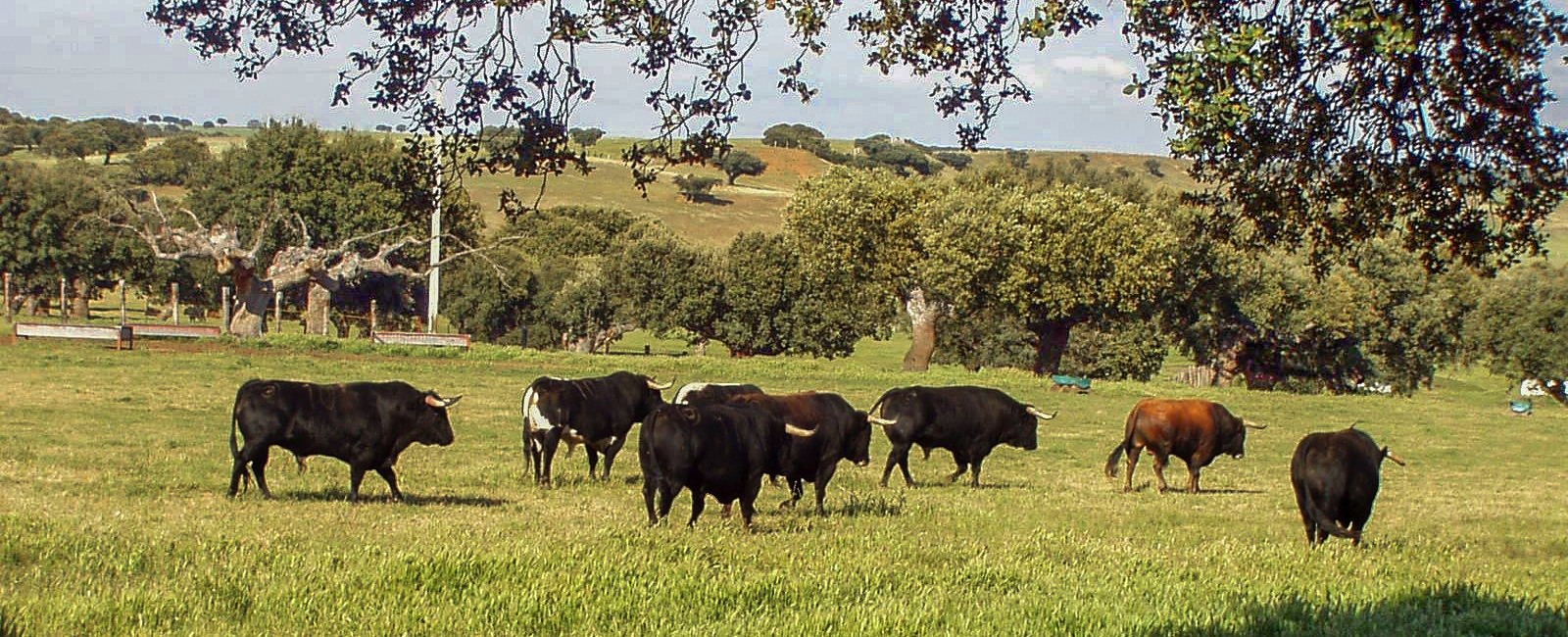
Ganadería castellana, dehesa salmantina.

La ganadería castellana, en concreto la de la provincia de Valladolid, en Raso de Portillo, criaba toros excelentes en el siglo XVI. De esta ganadería proceden los toros de Rioseco y Colmenar. Toros negros, listones, resistentes para los picadores, nobles y con poca talla.
Los toros de Colmenar Viejo, conocidos como colmenareños o de la tierra, son los que tienen la historia más larga como reses de lidia. Son toros de gran alzada, fieros, fuertes, cornaleros, bravos, duros a la hora de aguantar la pelea en el ruedo y resistentes; más ágiles que los toros de casta andaluza o los toros de las llanuras de Castilla. De pelo retinto y colorao contribuyen a esta dureza del toro las condiciones del entorno: el campo castellano, el clima frío, el terreno montañoso y el estado silvestre con poco contacto con la manada. Más violentos y difíciles de lidiar con unos caracteres codiciosos, complicados para los banderilleros y subalternos, a los que persigue durante la lidia con fijeza. Los toros colmenareños desarrollan sentido con facilidad, buscando el cuerpo del diestro en lugar de buscar la muleta. Si la lidia que se aplica al toro no es la adecuada, o el toro se aburre con los capotazos, estos acaban buscando la defensa pegándose a las tablas. No se debe confundir a un toro pegado a las tablas con un toro que huye. La diferencia está en que el toro que huye lo hace para esquivar la pelea y corre de un sitio a otro por el ruedo, mientras que el toro colmenareño que se refugia en las tablas, desde su posición, puede arrancarse hacia el torero y acude cuando el diestro lo cita, pero sin alejarse de las tablas.

#### Casta Morucha
El toro morucho es una variedad originaria de la provincia de Salamanca y de parte de la Sierra de Guadarrama. No son toros con buenas cualidades, codicia y valentía que son característicos de los toros de lidia más puros. Los toros de esta zona salmantina tienen muchos pies, es decir son rápidos a la hora de acudir al engaño o acometer; cuando se les castiga en varas o banderillas huyen, hacen una lidia desigual y con poco lucimiento. Dan buen juego en los festejos sin picadores y en las capeas que celebran los pueblos durante las fiestas populares. Mediante cruces y las mejoras realizadas en las zonas de pastos se logró mejorar la condición de las reses.
La razón de la dureza y la fortaleza del ganado morucho está relacionada con el entorno y el clima en el que estas reses se han ido desarrollando desde su origen. Las bajas temperaturas del campo salmantino durante el invierno las hicieron resistentes al frío, al cansancio y los rigores del periodo estival las fortalecieron ante la escasez de alimentos ocasionada por los periodos de sequía del campo charro.
El prototipo del toro morucho es el de un animal de cabeza descarnada, de poca carne; con cuernos largos, retorcidos con dirección hacia arriba y hacia atrás; ojos saltones y vivos, de temperamento nervioso. Morro blanco o cenizo. Pelo negro listón y bragado. Los que presentan el pelo berrendos en negro, jaboneros y colorados no se consideran moruchos puros aunque conserven otras características de la raza, pues proceden de cruzas con reses vazqueñas.
La casta Morucha de lidia está extinguida desde 1930., no así otra raza Morucha, que no está destinada a la lidia, presente en zonas de Salamanca y Cáceres.

#### Otras zonas de Castilla
En Albacete hay constancia de la existencia de alguna ganadería de cierta importancia con predominio de cruces con ganado de Jijón.
En Toledo también hay constancia de la existencia de ganaderías, con cruces de ganado vazqueño que anularía las características que pudo tener el ganado original de Toledo.
En tiempos ya modernos, la mayor parte de los toros que se crían en ambas Castillas son los procedentes de las castas andaluzas.

### Castas navarras
Se forma con toros bravos salvajes del área de Tudela y en Aragón. La primera ganadería de la que se tiene noticia es la del Marqués de Santacara en 1670 en Corella (Navarra). Se tiene constancia de la existencia de toros navarros en el siglo XV en México, cuando Juan Gutiérrez Altamirano, para poblar la hacienda de Atenco, hizo llevar a México vacas y toros procedentes de Navarra creando así la base de la ganadería de Atenco. Hacia la mitad del siglo XVIII en Navarra, existen toros procedentes de vacas criadas en los Pirineos y en diversas regiones españolas. En 1774 se incorporan a la línea de encaste navarro reses procedentes de Francisco Javier Guendulaín en Tudela y las de Joaquín Zalduendo de Caparroso (Navarra). El auténtico toro navarro es de tamaño pequeño, bravo y astuto. La falta de trapío debida al tamaño pequeño de las reses hizo que la casta navarra no conservase toda la pureza de la raza original. Al ser rechazados los toros para la lidia por su talla, se buscó la forma de compensar ese tamaño menor y la falta de trapío de las reses cruzándolas con vacas de razas ibéricas o mediterráneas, es decir con las andaluzas. A pesar de los intentos no se consiguió aumentar el tamaño de los animales
El prototipo del toro de lidia navarro, según lo describe "Pepe Alegrías" (Enciclopedia taurina), es de talla pequeña, con mucha cabeza, rápido —con muchos pies—, nervioso, bravo y pegajoso en las suertes, embistiendo una y otra vez lo mismo. Con pelo castaño retinto —desigual en el color, como si se le hubiera teñido dos veces—, colorado melocotón y negro. Toros con buena lidia en general, bravo y noble. Duros y resistentes con los picadores, rápidos a la hora de acometer, con derrotes. Su poca talla le hace parecerse más a un becerro que a un toro. Las reses de la ganadería mexicana de Atenco conservaron las mismas características que los toros navarros originales.
|  | Zalduendo †             |
|  |                         |
|  | Juan Antonio Lizaso †   |
|  |                         |
|  | Felipe Pérez Laborda †  |
|  |                         |
|  | Guendulain ⇒ Carriquiri |
|  |                         |

|  | Atenco    |
|  |           |
|  | Quintanar |
|  |           |

|  | Zalduendo †             |
|  |                         |
|  | Juan Antonio Lizaso †   |
|  |                         |
|  | Felipe Pérez Laborda †  |
|  |                         |
|  | Guendulain ⇒ Carriquiri |
|  |                         |

|  | Atenco    |
|  |           |
|  | Quintanar |
|  |           |

|  | Zalduendo †             |
|  |                         |
|  | Juan Antonio Lizaso †   |
|  |                         |
|  | Felipe Pérez Laborda †  |
|  |                         |
|  | Guendulain ⇒ Carriquiri |
|  |                         |

|  | Atenco    |
|  |           |
|  | Quintanar |
|  |           |

|  | Zalduendo †             |
|  |                         |
|  | Juan Antonio Lizaso †   |
|  |                         |
|  | Felipe Pérez Laborda †  |
|  |                         |
|  | Guendulain ⇒ Carriquiri |
|  |                         |

|  | Atenco    |
|  |           |
|  | Quintanar |
|  |           |

|  | Zalduendo †             |
|  |                         |
|  | Juan Antonio Lizaso †   |
|  |                         |
|  | Felipe Pérez Laborda †  |
|  |                         |
|  | Guendulain ⇒ Carriquiri |
|  |                         |

|  | Atenco    |
|  |           |
|  | Quintanar |
|  |           |

|  | Zalduendo †             |
|  |                         |
|  | Juan Antonio Lizaso †   |
|  |                         |
|  | Felipe Pérez Laborda †  |
|  |                         |
|  | Guendulain ⇒ Carriquiri |
|  |                         |

|  | Atenco    |
|  |           |
|  | Quintanar |
|  |           |

|  | Zalduendo †             |
|  |                         |
|  | Juan Antonio Lizaso †   |
|  |                         |
|  | Felipe Pérez Laborda †  |
|  |                         |
|  | Guendulain ⇒ Carriquiri |
|  |                         |

|  | Atenco    |
|  |           |
|  | Quintanar |
|  |           |

|  | Zalduendo †             |
|  |                         |
|  | Juan Antonio Lizaso †   |
|  |                         |
|  | Felipe Pérez Laborda †  |
|  |                         |
|  | Guendulain ⇒ Carriquiri |
|  |                         |

|  | Atenco    |
|  |           |
|  | Quintanar |
|  |           |

## Primeras castas de origen americano

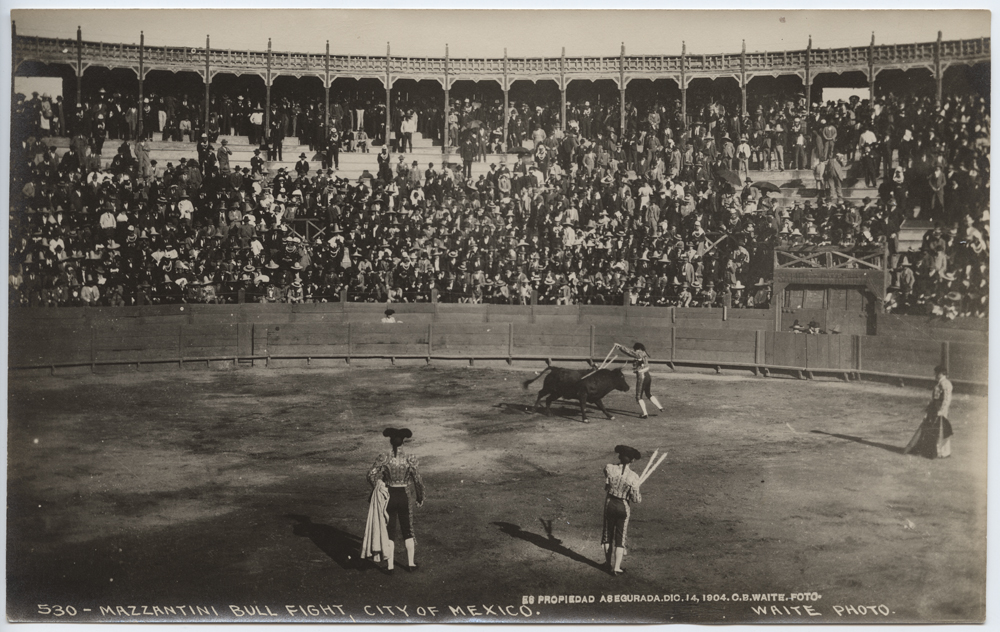
Mazzantini en México.)

Las primeras reses bovinas, llegan a América en las naves de los colonizadores españoles para servirles de alimento y transporte. Unos años más tarde se importan reses vacunas para crear asentamientos ganaderos en México, Colombia, Venezuela, Perú y Ecuador. Tras un proceso de selección se obtienen un gran número de vacas bravas las cuales fueron mejorando con mezclas selectas de otras ganaderías hasta llegar al siglo XXI. José María Cossío, en su obra El toreo, menciona la existencia en México de ganado criollo autóctono cruzado en varias ocasiones con toros procedentes de Andalucía  destinados a ser sementales o para la lidia.
En Perú,  las primeras reses empleadas en festejos eran toros salvajes procedentes de manadas criadas en las cordilleras o en los bosques, eran cazadas con lazo y conducidas hasta los lugares de los festejos. En 1538 se celebra la primera corrida de toros para la celebración de la victoria sobre los almagristas. Hay constancia de otros festejos similares en honor de Carlos IV. Con el tiempo se empezaron a formar las primeras ganaderías de reses bravas en las haciendas peruanas y con ellas surgieron las primeras selecciones para la mejora de las mismas.
Las primeras ganaderías de reses bravas creadas en México fueron las ganaderías de Atenco y de Raimundo Quintanar en El Contadero.

### Atenco
El conquistador Juan Gutiérrez Altamirano, primo de Hernán Cortés, creó la hacienda de Atenco con el pueblo de Calimaya, obtenido en 1522 tras la caída de Gran Tenochtitlá, y con otras fincas y terrenos que había adquirido en el valle de Toluca. Para poblar las fincas, importó diferentes tipos de ganado (bovino, ovino y equino) traídos de las Antillas y de España. De Navarra importó doce pares de toros y vacas seleccionados con las que fundaría la ganadería Atenco, ganadería que ha mantenido todas las características originales hasta el XIX.
En 1554 el ganado del valle de Toluca se propagó hasta el punto de causar importantes daños en las tierras de cultivo en las haciendas locales. Los lugareños, atemorizados por las correrías de los toros llevaron las quejas hasta el Virrey Velasco. El Virrey después de visitar la hacienda de Altamirano, ordenó al ganadero cercar sus tierras para evitar los graves daños causados por las reses bravas. Se estima que en el valle de Toluca, en 1554, las cabezas de ganado bovino y caballar alcanzaron las ciento cincuenta mil.
Ángel Carmona «Camisero» en su obra Consultor Indicador Taurino Universal para profesionales y aficionados en general  indica como 1854 el año en el que se crea la ganadería de Atenco, propiedad entonces de Juan Cervantes, con reses de la hacienda Atenco y sementales navarros de Carriquiri.

### Quintanar
En 1795 Raimundo Quintanar formó una ganadería en el potrero denominado El Contadero, con dos toros andaluces y vacas criollas de México. Tras un intenso proceso de selección de las reses obtuvo toros bravos de características excelentes. Estos toros serían la base, junto con otras de procedencia española, para la nueva ganadería fundada por José Manuel de la Peña, en El Calzadero. Acrecentó la ganadería de Quintanar y la distribuyó por diversos potreros. Los toros de esta casta tuvieron fama en su época, rivalizando con los de Atenco y Tepeyahualco.

## Castas de origen francés
En la zona de la Camarga, delta del Ródano, al sur de Arlés, se han desarrollado vacadas con diversas procedencias. Algunos autores como Silva Aramburu, indican como asiática el posible origen de dichas reses, mientras que José María Cossío afirma que la procedencia sería mediterránea (África, Córcega y España). Ninguno de los dos autores aporta una fecha concreta sobre la primera presencia de las mismas en Francia. En 1869, cuando aumenta la popularidad de las corridas de toros, José Yonnet es el primer ganadero francés en mejorar su ganadería mediante cruces con reses navarras de Carriquiri.
Las vacas camargueñas con el tiempo fueron cruzadas con sementales colmenareños, andaluces,  y salmantinos además de los navarros, produciendo reses de cornamenta más regular y más resabios —de malas costumbres adquiridas durante la lidia—.
El prototipo del toro camargués es nervioso, duro, áspero y bravo, adecuado para ser lidiados. Alzada menor del metro treinta centímetros; astas negras, delgadas, largas y muy levantadas, con la forma de lira típica en los toros de la Camarga. Cariavacado, de cuello, grupa y extremidades largas, corpulentas y hondas —distancia larga entre la columna y la barriga, se conocen también como largo de costillas—. Pelo negro lombardo, hocico blanco. Rápidos y maliciosos en la embestida; resistentes, y enérgicos en la lidia, blandos en varas y banderillas
En el suroeste de Francia se cría el ganado llamado marismeño con algunos toros bravos de raza pirenaica como la navarra. De igual alzada que el camargués, pelo colorado con un posible origen de toros con pelo jabonero.

## Castas de origen portugués
En Portugal existía una raza de toro bravo, según explica José María Cossío, suficiente para cubrir los festejos que se pudiesen celebrar en el país luso. Esta raza se ha conservado pura en la ganadería de Cunha,  más tarde la ganadería sería conocida como Tabares; la mayor parte, sin embargo, procede de cruces con ganado español, incluso se llevaron a Portugal ganaderías enteras. José Silva Aramburu «Pepe Alegrías» afirma,  al igual que lo hace José María Cossío, que la mayoría de las ganaderías portuguesas se forman con encastes —mejoras de las castas mediante cruces— de vacas y sementales procedentes de España, predominan las reses procedentes de Vistahermosa, y por tanto las lusas reúnen las características del toro bravo español. Sin embargo A. Vasco Lucas menciona la existencia de toros de lidia en el siglo XV: 
«En Évora, en los años 1431, 1432 y 1490, así como en Lisboa en 1451, para festejar el matrimonio de Dª Leonor, hermana de D. Alfonso V, con el emperador Federico de Alemania, refiere Ruy de Pina, en su crónica de D. Alfonso V que después de las justas, hubo toros en S. Chistovam…"»
 

El tipo de toro bravo que se ha ido obteniendo con los encastes ha dado un toro duro, corpulento y poderoso con una lidia muy arriesgada. Sobre este aspecto, José María Cossío, hace mención al sentido —la búsqueda por parte del toro del cuerpo del torero— que desarrolla el toro de lidia portugués:
«...el ganado portugués es muy basto, y aun afirman, aunque puede no ser exacto, que aunque se lidie varias veces a la misma res, no se picardea..»
Las características del toro portugués corresponden a un toro corpulento, fuerte, veloz en la carrera, ágil para saltar la barrera de la plaza, codicioso sin darle tiempo al torero a reponerse —recolocarse— de la suerte. Del cruce entre las reses andaluzas y las del norte de Portugal se obtienen toros con cuernos de grandes dimensiones y con tendencia mansa. La pinta del pelo más habitual es la leonada, extremidades oscuras, casi negras; ojos de perdiz y perfil de cabeza cóncavo.
J. Sánchez de Neira en 1896, comenta las dificultades de detallar el origen de las primeras castas que formaron las ganaderías portuguesas, al ser un trabajo extenso y complicado, en su obra Los toros se limita a enumerar las ganaderías más importantes en el siglo XIX.

### Cunha
Miguel I de Portugal, en 1830, recibió de su tío Fernando VII un regalo de cincuenta vacas y dos sementales procedentes de casta vazqueña. Las reses se mantuvieron separadas del resto de las Reales Manadas que el monarca poseía en Salvaterra de Magos. Cuando fallece Miguel I de Portugal, su hermano Pedro (Pedro IV de Portugal) repartió la ganadería entre sus afines como el Marqués de Belas y el comendador de Damasco Xavier dos Santos. Estos, a su vez, vendieron las reses al Marqués de Ponte de Lima, a Francisco de Paula Leite, a la Casa Cadaval y a Rafael José da Cunha. Rafael José da Cunha introduce, entre 1830 y 1836,  ganado de procedencia Vera y Delgado, además del vazqueños y un semental de Saltillo en la vacada que ya posee; creando la ganadería Cunha —en textos antiguos se le denomina Cuña—. Rafael de Cuhna vende poco después las reses al Barón de Junqueira. La mezcla de las reses de origen vazqueño aportó algo de pureza a las ganaderías lusas sin casta.
Rafael Molina «Lagartijo», en 1880, adquiere ciento cincuenta vacas, la mayoría procedentes de la ganadería Cunha. Tras un proceso de selección a través de tienta, «Lagartijo» funda su ganadería.

### Gama

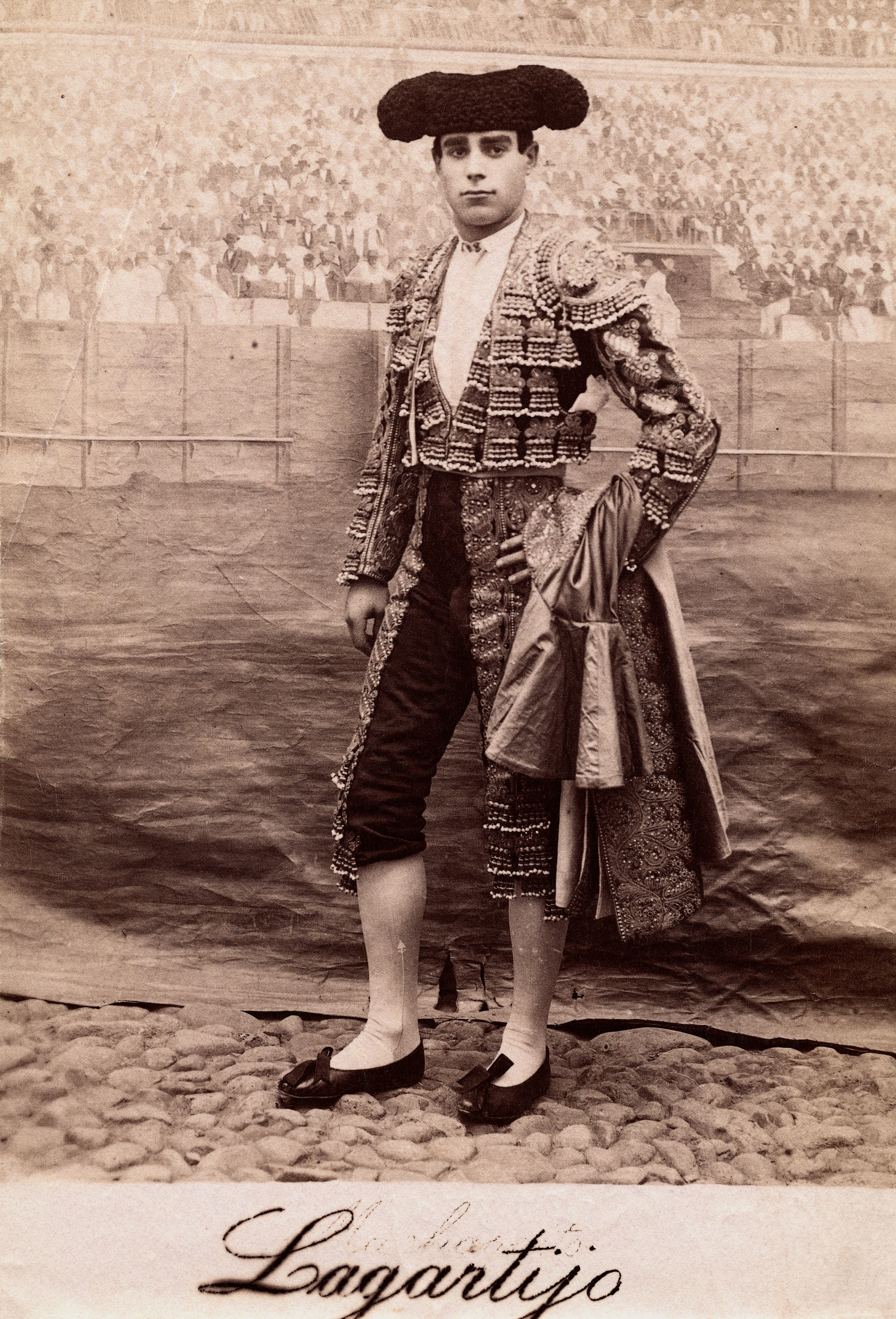
Rafael Molina "Lagartijo".

Esta vacada de funda en 1893 con vacas de la antigua ganadería de Faustino da Gama y de la de Luis Mazzantini, extinta. En 1895, Luis da Gama compra varias vacas y un semental a la ganadería andaluza de Murube (procedente de casta Vistahermosa). Aumenta la ganadería en 1897 con nuevas adquisiciones. Tras los procesos de selección mediante la tienta, el propio ganadero, fue eliminando las vacas de procedencia portuguesa para ampliar la ganadería en 1898 y 1904 con dos nuevos sementales de Murube. El tipo de toro corresponde al puro de Murube, ligeramente más grandes de tamaño. M. Serrano García Vao «Dulzuras» en su obra Catecismo taurino (1908), recoge la importancia de la ganadería de Gamma:
« Respecto á condiciones de nobleza y bravura, lo poco que se ha visto hace concebir grandes esperanzas, y no dudamos que saldrán bastantes ejemplares que, como el célebre Gaditano, lidiado en Madrid el día 7 de julio citado, den honra y prez á las cintas encarnada, amarilla y azul. Todos los años hace escrupulosas tientas, valiéndose del picador Fernando Campillo y de afamados diestros portugueses y españoles, entre ellos los hermanos Bombita. Puede llegar esta vacada á ser una de las de más renombre.»

### Palha
José de Pereira Palha Blanco funda la ganadería que lleva su nombre, según indica José María Cossío, con un toro de la ganadería española Miura mezcladas con las vacas portuguesas.
A. Vasco Lucas menciona que la fundación de la ganadería Palha se produce al unir un toro de Concha y Sierra y con vacas de origen portugués y más tarde, se añaden tres sementales de Miura que se cruzan con ciento veinte vacas vazqueñas escogidas de entre quinientas, procedentes de Estevao de Oiveira, Sousa Falcao y del Marqués de Belas.
El área donde se crían las reses, Villafranca de Xira (Portugal), es una zona pantanosa que obliga al ganado a caminar en busca de agua para beber. De estas condiciones surgen toros con patas fuertes, que no se cansan durante la lidia. En 1889 se aportó a la ganadería de Palha un toro de casta Veragua y en 1893 algunas vacas de Rafael Molina «Lagartijo» con la intención de reformarla tras la fama de duros que habían adquirido los toros de Palha. Este encaste aportó más nobleza, pero le restó una bravura a los toros que causó el descontento entre los aficionados que acudían a los festejos.
El tipo de toro de Palha es un toro de pelos variados: negros, castaños, cárdenos, jaboneros, berrendos y ensabanados; de tamaño grande y bastos.